# Équipe de Grèce féminine de rugby à XIII
L'équipe de Grèce féminine de rugby à XIII est l'équipe qui représente la Grèce dans les principales compétitions internationales de rugby à XIII féminin. 
Elle est composée des meilleures joueuses grecques, ou d'origine grecque,  de rugby à XIII 

## Histoire
Fondée en 2019 par l'Association grecque de  rugby à XIII (en), l'équipe a joué son premier match en septembre 2019 lors d'un match amical contre la Turquie (en). En raison de la pandémie de Covid-19 et de la politique entourant la gouvernance du rugby à XIII en Grèce, l'équipe n'a pas joué de match international complet jusqu'en 2022, lorsqu'elle a intégré le groupe championnat d'Europe B féminin de rugby (en).
L'équipe peut s'appuyer sur la diaspora grecque en Australie : en 2022, une campagne de recrutement est même organisée pour recruter des joueuses d'origine grecque afin de disputer un test-match en 2023.